# T (album TVXQ)
T – trzeci japoński album studyjny południowokoreańskiej grupy TVXQ, wydany 23 stycznia 2008 roku przez Rhythm Zone. Ukazał się w trzech edycjach: CD, CD+DVD i 2CD+2DVD. Album osiągnął 4 pozycję w rankingu Oricon i pozostał na liście przez 95 tygodni, sprzedał się w nakładzie ponad 152 079 egzemplarzy w Japonii i 29 161 w Korei Południowej.
Album zdobył status złotej płyty.

## Lista utworów

### CD
| CD  | CD                                   | CD                                        | CD                                                                         | CD                                                                         | CD      |
| Nr  | Tytuł utworu                         | Tekst                                     | Kompozycja                                                                 | Aranżacja                                                                  | Długość |
| --- | ------------------------------------ | ----------------------------------------- | -------------------------------------------------------------------------- | -------------------------------------------------------------------------- | ------- |
| 1.  | „TRICK”                              | H.U.B.                                    | AKIRA                                                                      | AKIRA                                                                      | 4:27    |
| 2.  | „NO?”                                | H.U.B.                                    | Dane Deviller, Sean Hosein, Steve Smith, Anthony Anderson, Ibrahim Lakhani | Dane Deviller, Sean Hosein, Steve Smith, Anthony Anderson, Ibrahim Lakhani | 3:44    |
| 3.  | „Purple Line”                        | Ryōji Sonoda (jap.), Yoo Young-jin (kor.) | Yoo Han-jin, JJ650, Yoo Young-jin                                          | Lee Soo-man                                                                | 3:15    |
| 4.  | „Forever Love”                       | Ryōji Sonoda                              | Ichirō Fujiya                                                              | Jin Nakamura                                                               | 5:57    |
| 5.  | „Summer Dream”                       | H.U.B.                                    | Tatta Works                                                                | h-wonder                                                                   | 4:57    |
| 6.  | „Ride on”                            | H.U.B.                                    | Philippe-Marc Anquetil, Christopher Lee-Joe, Iain James Farquharson        | BNA Productions                                                            | 3:28    |
| 7.  | „DARKNESS EYES”                      | Ryōji Sonoda                              | Tommy Henriksen                                                            | Tommy Henriksen                                                            | 3:46    |
| 8.  | „Lovin' you”                         | H.U.B.                                    | Mikio Sakai                                                                | Mikio Sakai                                                                | 5:52    |
| 9.  | „Rainbow”                            | H.U.B.                                    | N.Davidovich, H.Nadal, Darrel Pitmann                                      | Nico Says                                                                  | 3:35    |
| 10. | „SHINE”                              | H.U.B.                                    | REO                                                                        | AKIRA                                                                      | 4:32    |
| 11. | „LAST ANGEL -TOHOSHINKI ver.-”       | Kumi Kōda, H.U.B.                         | Negin, Ian-Paolo Lira, Hugo Lira, Thomas Gustafsson                        | Negin, Ian-Paolo Lira, Hugo Lira, Thomas Gustafsson                        | 3:46    |
| 12. | „CLAP!”                              | H.U.B.                                    | Figge Bostrom                                                              | Figge Bostrom                                                              | 3:15    |
| 13. | „Love in the Ice”                    | Ryōji Sonoda                              | Daisuke Suzuki                                                             | Daisuke Suzuki, Yūya Saitō                                                 | 5:27    |
| 14. | „Forever Love -a cappella version-”  | Ryōji Sonoda                              | Ichirō Fujiya                                                              | Shin'ichirō Murayama                                                       | 2:57    |
| 15. | „Lovin' you -Haru's"deep water"mix-” | H.U.B.                                    | Mikio Sakai                                                                | Harukawa Hitoshi (remix)                                                   | 5:42    |
| 16. | „Together”                           | H.U.B.                                    | Hiroaki Hara                                                               | AKIRA                                                                      | 5:21    |

### CD+DVD
| CD  | CD                             | CD                                        | CD                                                                         | CD                                                                         | CD      |
| Nr  | Tytuł utworu                   | Tekst                                     | Kompozycja                                                                 | Aranżacja                                                                  | Długość |
| --- | ------------------------------ | ----------------------------------------- | -------------------------------------------------------------------------- | -------------------------------------------------------------------------- | ------- |
| 1.  | „TRICK”                        | H.U.B.                                    | AKIRA                                                                      | AKIRA                                                                      | 4:27    |
| 2.  | „NO?”                          | H.U.B.                                    | Dane Deviller, Sean Hosein, Steve Smith, Anthony Anderson, Ibrahim Lakhani | Dane Deviller, Sean Hosein, Steve Smith, Anthony Anderson, Ibrahim Lakhani | 3:44    |
| 3.  | „Purple Line”                  | Ryōji Sonoda (jap.), Yoo Young-jin (kor.) | Yoo Han-jin, JJ650, Yoo Young-jin                                          | Lee Soo-man                                                                | 3:15    |
| 4.  | „Forever Love”                 | Ryōji Sonoda                              | Ichirō Fujiya                                                              | Jin Nakamura                                                               | 5:57    |
| 5.  | „Summer Dream”                 | H.U.B.                                    | Tatta Works                                                                | h-wonder                                                                   | 4:57    |
| 6.  | „Ride on”                      | H.U.B.                                    | Philippe-Marc Anquetil, Christopher Lee-Joe, Iain James Farquharson        | BNA Productions                                                            | 3:28    |
| 7.  | „DARKNESS EYES”                | Ryōji Sonoda                              | Tommy Henriksen                                                            | Tommy Henriksen                                                            | 3:46    |
| 8.  | „Lovin' you”                   | H.U.B.                                    | Mikio Sakai                                                                | Mikio Sakai                                                                | 5:52    |
| 9.  | „Rainbow”                      | H.U.B.                                    | N.Davidovich, H.Nadal, Darrel Pitmann                                      | Nico Says                                                                  | 3:35    |
| 10. | „SHINE”                        | H.U.B.                                    | REO                                                                        | AKIRA                                                                      | 4:32    |
| 11. | „LAST ANGEL -TOHOSHINKI ver.-” | Kumi Kōda, H.U.B.                         | Negin, Ian-Paolo Lira, Hugo Lira, Thomas Gustafsson                        | Negin, Ian-Paolo Lira, Hugo Lira, Thomas Gustafsson                        | 3:46    |
| 12. | „CLAP!”                        | H.U.B.                                    | Figge Bostrom                                                              | Figge Bostrom                                                              | 3:15    |
| 13. | „Love in the Ice”              | Ryōji Sonoda                              | Daisuke Suzuki                                                             | Daisuke Suzuki, Yūya Saitō                                                 | 5:27    |
| 14. | „Together”                     | H.U.B.                                    | Hiroaki Hara                                                               | AKIRA                                                                      | 5:21    |

| DVD | DVD                         | DVD     |
| Nr  | Tytuł utworu                | Długość |
| --- | --------------------------- | ------- |
| 1.  | „Lovin' you” (Video Clip)   |         |
| 2.  | „Summer Dream” (Video Clip) |         |
| 3.  | „Sky” (Video Clip)          |         |
| 4.  | „SHINE” (Video Clip)        |         |
| 5.  | „Forever Love” (Video Clip) |         |
| 6.  | „Together” (Video Clip)     |         |
| 7.  | „Off Shot Movie”            |         |

### 2CD+2DVD
| CD1 | CD1                            | CD1                                       | CD1                                                                        | CD1                                                                        | CD1     |
| Nr  | Tytuł utworu                   | Tekst                                     | Kompozycja                                                                 | Aranżacja                                                                  | Długość |
| --- | ------------------------------ | ----------------------------------------- | -------------------------------------------------------------------------- | -------------------------------------------------------------------------- | ------- |
| 1.  | „TRICK”                        | H.U.B.                                    | AKIRA                                                                      | AKIRA                                                                      | 4:27    |
| 2.  | „NO?”                          | H.U.B.                                    | Dane Deviller, Sean Hosein, Steve Smith, Anthony Anderson, Ibrahim Lakhani | Dane Deviller, Sean Hosein, Steve Smith, Anthony Anderson, Ibrahim Lakhani | 3:44    |
| 3.  | „Purple Line”                  | Ryōji Sonoda (jap.), Yoo Young-jin (kor.) | Yoo Han-jin, JJ650, Yoo Young-jin                                          | Lee Soo-man                                                                | 3:15    |
| 4.  | „Forever Love”                 | Ryōji Sonoda                              | Ichirō Fujiya                                                              | Jin Nakamura                                                               | 5:57    |
| 5.  | „Summer Dream”                 | H.U.B.                                    | Tatta Works                                                                | h-wonder                                                                   | 4:57    |
| 6.  | „Ride on”                      | H.U.B.                                    | Philippe-Marc Anquetil, Christopher Lee-Joe, Iain James Farquharson        | BNA Productions                                                            | 3:28    |
| 7.  | „DARKNESS EYES”                | Ryōji Sonoda                              | Tommy Henriksen                                                            | Tommy Henriksen                                                            | 3:46    |
| 8.  | „Lovin' you”                   | H.U.B.                                    | Mikio Sakai                                                                | Mikio Sakai                                                                | 5:52    |
| 9.  | „Rainbow”                      | H.U.B.                                    | N.Davidovich, H.Nadal, Darrel Pitmann                                      | Nico Says                                                                  | 3:35    |
| 10. | „SHINE”                        | H.U.B.                                    | REO                                                                        | AKIRA                                                                      | 4:32    |
| 11. | „LAST ANGEL -TOHOSHINKI ver.-” | Kumi Kōda, H.U.B.                         | Negin, Ian-Paolo Lira, Hugo Lira, Thomas Gustafsson                        | Negin, Ian-Paolo Lira, Hugo Lira, Thomas Gustafsson                        | 3:46    |
| 12. | „CLAP!”                        | H.U.B.                                    | Figge Bostrom                                                              | Figge Bostrom                                                              | 3:15    |
| 13. | „Love in the Ice”              | Ryōji Sonoda                              | Daisuke Suzuki                                                             | Daisuke Suzuki, Yūya Saitō                                                 | 5:27    |
| 14. | „Together”                     | H.U.B.                                    | Hiroaki Hara                                                               | AKIRA                                                                      | 5:21    |

| CD2 | CD2                                                       | CD2     |
| Nr  | Tytuł utworu                                              | Długość |
| --- | --------------------------------------------------------- | ------- |
| 1.  | „Song for you”                                            |         |
| 2.  | „Day Moon ~Harudal~” (jap. Day Moon 〜ハルダル〜)         |         |
| 3.  | „Beautiful Life”                                          |         |
| 4.  | „You're my miracle”                                       |         |
| 5.  | „Kiss shita mama, sayonara” (jap. Kissしたまま、さよなら) |         |

| DVD1 | DVD1                        | DVD1    |
| Nr   | Tytuł utworu                | Długość |
| ---- | --------------------------- | ------- |
| 1.   | „Lovin' you” (Video Clip)   |         |
| 2.   | „Summer Dream” (Video Clip) |         |
| 3.   | „SHINE” (Video Clip)        |         |
| 4.   | „Forever Love” (Video Clip) |         |
| 5.   | „Together” (Video Clip)     |         |

| DVD2 | DVD2                                                | DVD2    |
| Nr   | Tytuł utworu                                        | Długość |
| ---- | --------------------------------------------------- | ------- |
| 1.   | „Soul Power Tokyo Summit 2007-TOHOSHINKI-”          |         |
| 2.   | „2nd LIVE TOUR ~Five in the Black~ Special Edition” |         |
| 3.   | „PREMIUM MINI LIVE @YOKOHAMA BLITZ 2007.9.23”       |         |